# Prowincja Nonthaburi
Nonthaburi (taj. นนทบุรี) – jedna z centralnych prowincji (changwat) Tajlandii. Sąsiaduje z prowincjami Ayutthaya, Pathum Thani, Bangkok i Nakhon Pathom.